# Risposta alla domanda: che cos'è l'Illuminismo?
Risposta alla domanda: che cos'è l'Illuminismo? (in tedesco Beantwortung der Frage: Was ist Aufklärung?) è un saggio di Immanuel Kant, pubblicato sulla rivista tedesca Berlinische Monatsschrift, nel quale il filosofo espone le sue considerazioni sul movimento illuminista. Il testo è del 1784, anno in cui l'Illuminismo si era già ampiamente sviluppato, e perciò era abbastanza agevole dare di esso un giudizio circostanziato.

## Lo stato di minorità
(Immanuel Kant da Risposta alla domanda: che cos'è l'Illuminismo?, 1784)
La gran parte degli uomini, pur essendo stati creati liberi dalla Natura ("naturaliter maiorennes") si accontenta molto volentieri di rimanere "minorenne" per tutta la vita. Questa condizione è dovuta o a pigrizia (non assumersi le proprie responsabilità, è una scelta comoda), o a viltà (non si ha il coraggio di cercare la verità). In ogni caso il risultato di questa non-scelta è la facilità per i più scaltri (o i più potenti) di erigersi ad interessati tutori di costoro.
"Se io ho un libro che pensa per me, se ho un direttore spirituale che pensa per me… io non ho più bisogno di darmi pensiero di me. Non ho bisogno di pensare, purché possa solo pagare…". Gli interessati tutori imprigionano i vili e i pigri nella "carrozzina da bambini" paventando loro i rischi che si corrono a voler camminare da soli. Non s'impara a camminare senza cadere, ma questo li terrorizza, per cui rimarranno infanti per tutta la loro vita.

## La liberazione dell'Illuminismo
L'Illuminismo offre a tutti la libertà di pensare con la propria testa ma da ogni parte si ode gridare: "Non ragionate ma obbedite". "L'Ufficiale dice: - Non ragionate, ma fate esercitazioni militari. - L'impiegato di finanza: - Non ragionate, ma pagate! - L'uomo di chiesa: - Non ragionate, ma credete!". È infatti nell'"uso privato" della ragione che un ufficiale deve obbedire senza discutere e un cittadino non può rifiutarsi di pagare le tasse nell'interesse superiore della disciplina e  dello Stato.
Questo limite alla libertà della ragione cade invece nell'"uso pubblico" della ragione, che vuol dire "l'uso che uno ne fa come studioso davanti all'intero pubblico dei lettori". Ora non ci sarà più alcuna limitazione e quello stesso ufficiale potrà liberamente criticare l'opportunità e utilità degli ordini ricevuti, ora potrà "fare le sue osservazioni sugli errori commessi nelle operazioni di guerra e sottoporle al giudizio del suo pubblico".

### Critiche alla presunta libertà nell'uso pubblico della ragione
Ai tempi in cui Kant scriveva queste sue osservazioni, i libri erano ancora una particolarità per i pochi in grado di acquistarli e capirli, quindi appare ragionevole pensare da parte di alcuni interpreti come anche questa libertà nell'uso pubblico della ragione fosse alquanto limitata così come quella nell'uso privato. Proprio per rispondere a questa critica Jürgen Habermas studioso della formazione della ragione pubblica, ha osservato che per l'illuminista borghese Kant questa diffusione della critica tramite, ad esempio, la stampa, avesse poca importanza poiché il filosofo prussiano quando parla di pubblico non si riferisce alla formazione di una generica e incolta opinione pubblica, di cui non gli interessa il giudizio,  ma a un pubblico scelto, esperto, un pubblico illuminato di dotti lettori, cittadini del mondo, accomunati dalla ragione universale garanzia di  progresso. Quindi per questo l'uso pubblico della ragione sarà libero in quanto la razionalità dell'uomo, nonostante le censure e i limiti della diffusione delle sue idee tramite i libri, è e sarà sempre libera.

## La Prussia "illuminata"

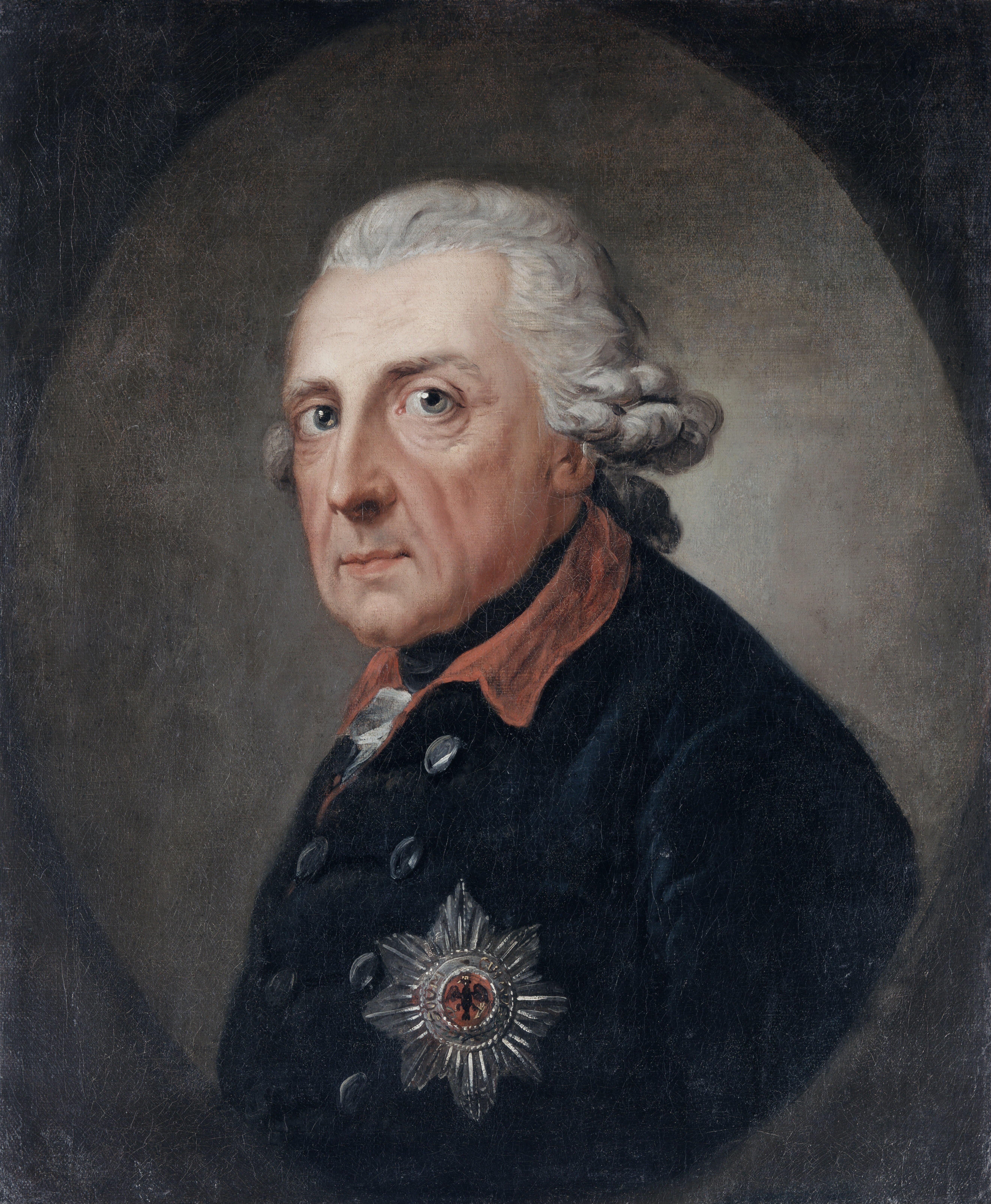
Federico II di Prussia

Questo incitamento a far uso della ragione appare contraddittorio con il dovere di obbedienza allo Stato, ma per Kant è proprio l'esistenza di uno Stato forte che rende possibile all'interno dello stato stesso il libero uso della ragione. Lo stato cui Kant si riferisce è la Prussia governata   dal principe illuminato Federico II.
"Solo colui che, illuminato egli stesso, non ha paura delle tenebre e contemporaneamente dispone a garanzia della pubblica pace di un esercito numeroso e ben disciplinato, può enunciare ciò che una piccola repubblica non può arrischiarsi a dire: "Ragionate fin che volete e su quel che volete, ma obbedite"". Nell'uso pubblico della propria ragione si possono quindi affrontare, godendo di una illimitata libertà, i più vari argomenti e tra questi quello che più preme a Kant è quello riguardante il problema religioso o, come dice lui stesso il problema della salvezza dell'anima, nel quale il sovrano non deve interferire: "Ciò non lo riguarda affatto, e solo deve preoccuparsi di impedire che l'uno non ostacoli con la violenza l'altro nel lavorare con tutti i mezzi che sono in suo potere in vista dei propri fini e per soddisfare alle sue esigenze. Egli reca offesa alla sua stessa maestà intervenendo in queste cose e sottoponendo al controllo del governo gli scritti nei quali i suoi sudditi mettono in chiaro le loro idee".

## La fine della libertà della ragione
Con la morte di Federico II di Prussia  (1786) e l'ascesa al trono di Federico Guglielmo II la politica culturale prussiana improntata al pluralismo e alla libertà di pensiero conobbe una significativa  trasformazione. Nel mutato clima politico, nel quale emerge la controversa figura del neoministro dell'istruzione e del culto Johann Christoph von Wöllner, a tutti i pastori luterani fu di fatto imposto un catechismo ufficiale di Stato. Nella seconda metà del 1788 furono emanati in rapida successione un Editto di religione e un Editto di censura. In quello stesso anno prese avvio un clamoroso dibattito pubblico, che integrava e inaspriva la discussione del 1784 sulla domanda "Che cos'è illuminismo?" a cui aveva preso parte anche Kant. Esso fu innescato dalla pubblicazione del primo dei due editti e a stretto giro del celebre frammento polemico Sull'illuminismo. Se sia, o possa divenire, pericoloso per lo Stato, per la religione o in generale Archiviato il 30 dicembre 2020 in Internet Archive. del filosofo illuminista Andreas Riem, successivamente espulso dai territori prussiani. Nel 1791 fu costituita una commissione governativa per la censura dei libri pubblicati in Prussia e nel 1793 fu proprio un'opera di Kant, La religione entro i limiti della semplice ragione, che entrò nelle mire della censura. Nel 1794 lo stesso sovrano Federico Guglielmo II fece pervenire a Kant una minacciosa lettera con la quale deplorava le sue teorie religiose e gli imponeva di tacere. Kant rispose respingendo le accuse, ma nel contempo dichiarava di essere disposto a sottomettersi all'ordine come suddito fedele, impegnandosi a non tornare sul problema religioso. Mantenne fede a questa promessa pur continuando a trattare in altri scritti di argomenti politicamente sensibili.